# アギンスコエ
座標: 北緯51度6分 東経114度30分 / 北緯51.100度 東経114.500度

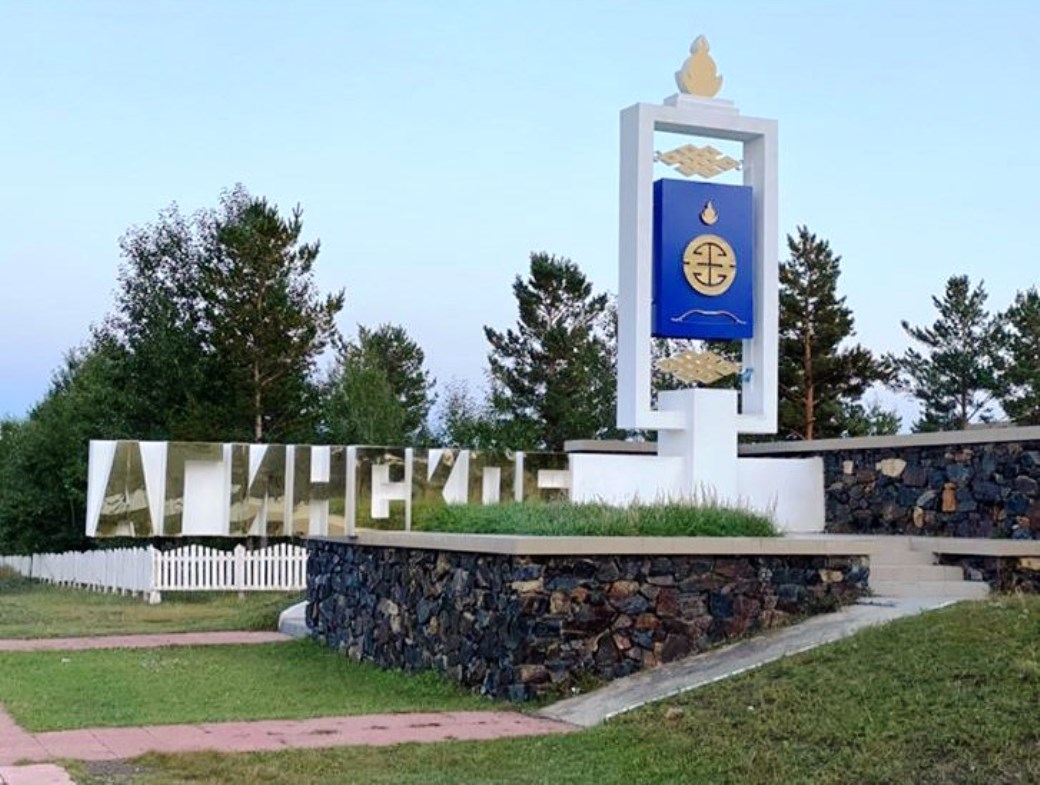

アギンスコエ（ロシア語:Агинское、ブリヤート語でアガ
Ага、ラテン文字転写：Aginskoye）は、ロシア連邦の東シベリア南部にある町。人口は1万6595人（2021年）。シベリア連邦管区のザバイカリエ地方に位置し、アガ・ブリヤート自治管区の行政中心地である。街はシルカ川支流のアガ川の左岸にあり、1811年に築かれた。ザバイカリエ地方の中心都市チタからは南東へ150km、モンゴル国境からは北へ100km。
ロシア人やブリヤート人が住む。チベット仏教を信じるモンゴル系のブリヤート人は、町ができた1811年にアギンスキー・ダツァンという寺院（ダツァン）を建てたが、スターリン時代の1934年に撤去されてしまった。しかしアギンスキー・ダツァンは後に復興され活動を再開している。主な産業は食品産業など。